# Madhubala
Madhubala (Hindi, मधुबाला, Madhubālā, * 14. Februar 1933 in Delhi; † 23. Februar 1969 in Mumbai; bürgerlicher Name: Mumtaz Jehan Begum) war eine indische Filmschauspielerin.
Madhubala wurde als fünftes von elf Kindern einer armen Familie geboren. Als Kinderstar begann sie 1942 bei Bombay Talkies zu arbeiten. Den Namen Madhubala bekam sie von Devika Rani. Mit Mahal (1949) neben Ashok Kumar wurde sie zum Filmstar. In Mehboob Khans Amar (1954) trat sie mit Dilip Kumar auf. Im Bollywood der 1950er Jahre spielte sie auch gemeinsam mit Guru Dutt (Mr. & Mrs. ’55), Dev Anand und Raj Kapoor. Zu ihren bedeutendsten Rollen gehört die der Kurtisane Anarkali in Mughal-e-Azam (1960) mit Prithviraj Kapoor, Dilip Kumar und Durga Khote.
Madhubala war seit 1961 mit Kishore Kumar verheiratet. Sie starb an einer chronischen Herzkrankheit.

## Filmografie (Auswahl)
- 1962: Half Ticket